# Список призёров летних Олимпийских игр 1984
Ниже представлен список всех призёров летних Олимпийских игр 1984 года, проходивших в Лос-Анджелесе с 28 июля по 12 августа 1984 года. В соревнованиях приняли участие 6829 спортсменов (5263 мужчины и 1566 женщин), представляющие 140 НОК. Было разыграно 221 комплект медалей в 21 виде спорта.

## Академическая гребля

#### Мужчины
| Дисциплина         | Золото | Серебро | Бронза |
| Одиночки           | Пертти Карппинен (FIN) | Петер-Михаэль Кольбе (FRG) | Роберт Миллс (CAN) |
| Двойки             | Румыния · Петру Йосуб · Валер Тома                                                                                                   | Испания · Фернандо Климент Уэрта · Луис Мария Ласуртеги Берриди                                                                                     | Норвегия · Ханс Магнус Грепперуд · Сверре Лёкен                                                                                                   |
| Двойки парные      | США · Пол Энквист · Брэд Алан Льюис                                                                                                  | Бельгия · Пьер-Мари Делоф · Дик Круа | Югославия · Зоран Панчич · Милорад Станулов |
| Двойки с рулевым   | Италия · Кармине Аббаньяле · Джузеппе Аббаньяле · Джузеппе Ди Капуа                                                                  | Румыния · Димитрие Попеску · Василе Томоягэ · Думитру Рэдукану                                                                                      | США · Роберт Эспесет · Даг Херланд · Кевин Стилл                                                                                                  |
| Четвёрки           | Новая Зеландия · Лес О’Коннелл · Шейн О’Брайен · Конрад Робертсон · Кит Траск                                                        | США · Дэвид Кларк · Алан Форни · Джонатан Смит · Филлип Стекл                                                                                       | Дания · Михаэль Йессен · Ларс Нильсен · Пер Расмуссен · Эрик Кристиансен                                                                          |
| Четвёрки парные    | ФРГ · Михаэль Дюрш · Альберт Хеддери · Раймунд Хёрман · Дитер Виденман                                                               | Австралия · Гэри Галлок · Энтони Ловрич · Тимоти Макларен · Пол Риди                                                                                | Канада · Даг Хэмилтон · Майк Хьюз · Фил Монктон · Брюс Форд                                                                                       |
| Четвёрки с рулевым | Великобритания · Ричард Баджетт · Мартин Кросс · Эдриан Эллисон · Энди Холмс · Стив Редгрейв                                         | США · Майкл Бах · Эдвард Айвз · Томас Кифер · Грегори Спрингер · Джон Стиллингс                                                                     | Новая Зеландия · Бретт Холлистер · Кевин Лотон · Барри Мабботт · Дон Саймон · Росс Тонг                                                           |
| Восьмёрки          | Канада · Блэр Хорн · Дин Кроуфорд · Майкл Эванс · Пол Стил · Грант Мейн · Марк Эванс · Кевин Ньюфелд · Патрик Тёрнер · Брайан Макмэн | США · Чип Лубсен · Эндрю Саддат · Джон Тервиллиджер · Кристофер Пенни · Том Дарлинг · Фред Борчелт · Чарльз Клапп · Брюс Иббетсон · Боб Джогстеттер | Австралия · Джеймс Баттерсби · Иан Эдмундс · Стивен Эванс · Клайд Хефер · Крэйг Мюллер · Сэмюэль Паттон · Ион Попа · Гэвин Тредголд · Тим Виллуби |

#### Женщины
| Дисциплина         | Золото | Серебро | Бронза |
| Одиночки           | Валерия Рэчилэ (ROU) | Шарлотта Джир (USA) | Анн Хасебраук (BEL) |
| Двойки             | Румыния · Родика Арба · Елена Хорват | Канада · Элизабет Крейг · Триша Смит | ФРГ · Эллен Беккер · Ирис Фёлькнер |
| Двойки парные      | Румыния · Марьоара Попеску · Элисабета Оленюк | Нидерланды · Грет Хеллеманс · Николетте Хеллеманс | Канада · Даниэле Лауман · Силкен Лауман |
| Четвёрки парные    | Румыния · Маричика Цэран · Анишоара Сорохан · Йоана Бадя · София Корбан · Екатерина Оанча                                                         | США · Вирджиния Гилдер · Джоан Линд · Энн Марден · Келли Рикон · Лиза Роде                                                                                      | Дания · Ханне Эриксен · Биргитте Ханель · Лотте Коэфоэд · Бодиль Расмуссен · Йетте Сёренсен                                                                                                |
| Четвёрки с рулевым | Румыния · Флорика Лаврик · Мария Фричою · Кира Апостол · Ольга Хомеги · Вьорика Йожа                                                              | Канада · Мэрилин Брейн · Анджела Шнейдер · Барбара Армбруст · Джейн Треганно · Лесли Томпсон                                                                    | Австралия · Сьюзан Ли · Карен Бранкур · Марго Фостер · Робин Грей-Гарднер · Сьюзан Чепмен                                                                                                  |
| Восьмёрки          | США · Бетси Бирд · Кэрол Бауэр · Джинн Флэнаган · Кэри Грейвз · Кэти Килер · Харриет Меткалф · Кристин Норелиус · Ширил О’Стин · Кристен Торснесс | Румыния · Марьоара Трашкэ · Луча Саука · Дойна Шнеп-Бэлан · Анета Михай · Аурора Плешка · Камелия Дьяконеску · Вьорика Йожа · Михаэла Армэшеску · Адрьяна Базон | Нидерланды · Грет Хеллеманс · Николетте Хеллеманс · Марике ван Дрогенбрук · Линда Корнет · Харрит ван Эттековен · Марти Лаурейсен · Каталин Нелиссен · Анна-Мария Квист · Вильон Вандрагер |

## Баскетбол
| Дисциплина | Золото | Серебро | Бронза |
| Мужчины    | СШАСтив Олфорд · Леон Вуд · Патрик Юинг · Верн Флеминг · Элвин Робертсон · Майкл Джордан · Джо Клейн · Джон Кончак · Уэймен Тисдейл · Крис Маллин · Сэм Перкинс · Джефф Тёрнер       | ИспанияХосе Мануэль Бейран · Хосе Луис Льоренте · Фернандо Арсега · Хосе Мария Маргаль · Андрес Хименес · Фернандо Ромай · Фернандо Мартин · Хуан Корбалан · Игнасио Солосабаль · Хуан Доминго де ла Крус · Хуан Лопес Итурриага · Хуан Антонио Сан-Эпифанио | ЮгославияДражен Петрович · Александр Петрович · Небойша Зоркич · Андро Кнего · Райко Жижич · Иван Сунара · Саабит Хаджич · Дражен Далипагич · Эмир Мутапшич · Ратко Радованович · Миховил Накич · Бранко Вукичевич |
| Женщины    | СШАТереза Эдвардс · Лиа Хенри · Линетт Вудард · Энн Донован · Кэти Босвелл · Шерил Миллер · Дженис Лоуренс · Синди Нобл · Ким Малки · Дениз Карри · Памела Макги · Кэрол Менкен-Шодт | Республика КореяЧхве Эюн · Ким Ынсук · Ли Хёнсук · Чхве Кёнхи · Ли Миджа · Мун Кёнджа · Ким Хвасун · Чон Мёнхи · Ким Юнхи · Сон Джонъа · Пак Чхансук | КитайЧэнь Юфан · Ли Сяоцинь · Ба Янь · Сон Сяобо · Цюй Чэнь · Ван Цзюнь · Сю Лицзюань · Чжэн Хайся · Цон Сюэди · Чжан Хуэй · Лю Цин · Чжан Юэцинь                                                                  |

## Бокс
| Дисциплина  | Золото                | Серебро                   | Бронза                     |
| До 48 кг    | Пол Гонсалес (USA)    | Сальваторе Тодиско (ITA)  | Кит Мвила (ZAM)            |
| До 48 кг    | Пол Гонсалес (USA)    | Сальваторе Тодиско (ITA)  | Марселино Боливар (VEN)    |
| До 51 кг    | Стив Маккрори (USA)   | Реджеп Реджеповский (YUG) | Эюп Джан (TUR)             |
| До 51 кг    | Стив Маккрори (USA)   | Реджеп Реджеповский (YUG) | Ибрагим Билали (KEN)       |
| До 54 кг    | Маурицио Стекка (ITA) | Эктор Лопес (MEX)         | Дейл Уолтерс (CAN)         |
| До 54 кг    | Маурицио Стекка (ITA) | Эктор Лопес (MEX)         | Педро Ноласко (DOM)        |
| До 57 кг    | Мелдрик Тейлор (USA)  | Петер Коньегвачиэ (NGR)   | Омар Катари (VEN)          |
| До 57 кг    | Мелдрик Тейлор (USA)  | Петер Коньегвачиэ (NGR)   | Тургут Айкач (TUR)         |
| До 60 кг    | Пернелл Уитакер (USA) | Луис Ортис (PUR)          | Мартин Ндонго-Эбанга (CMR) |
| До 60 кг    | Пернелл Уитакер (USA) | Луис Ортис (PUR)          | Чон Чхиль Сон (KOR)        |
| До 63,5 кг  | Джерри Пейдж (USA)    | Дхои Ампонмаха (THA)      | Мирко Пузович (YUG)        |
| До 63,5 кг  | Джерри Пейдж (USA)    | Дхои Ампонмаха (THA)      | Мирча Фулджер (ROU)        |
| До 67 кг    | Марк Бриланд (USA)    | Ан Ён Су (KOR)            | Йони Нюман (FIN)           |
| До 67 кг    | Марк Бриланд (USA)    | Ан Ён Су (KOR)            | Лучано Бруно (ITA)         |
| До 71 кг    | Фрэнк Тейт (USA)      | Шон О’Салливан (CAN)      | Манфред Цилонка (FRG)      |
| До 71 кг    | Фрэнк Тейт (USA)      | Шон О’Салливан (CAN)      | Кристоф Тьоззо (FRA)       |
| До 75 кг    | Син Чун Соп (KOR)     | Вирджил Хилл (USA)        | Мохамед Зауи (ALG)         |
| До 75 кг    | Син Чун Соп (KOR)     | Вирджил Хилл (USA)        | Аристидес Гонсалес (PUR)   |
| До 81 кг    | Антон Йосипович (YUG) | Кевин Бэрри (NZL)         | Мустафа Муса (ALG)         |
| До 81 кг    | Антон Йосипович (YUG) | Кевин Бэрри (NZL)         | Эвандер Холифилд (USA)     |
| До 91 кг    | Генри Тиллмен (USA)   | Уилли де Вит (CAN)        | Анджело Музоне (ITA)       |
| До 91 кг    | Генри Тиллмен (USA)   | Уилли де Вит (CAN)        | Арнольд Вандерлиде (NED)   |
| Свыше 91 кг | Тайрелл Биггс (USA)   | Франческо Дамиани (ITA)   | Роберт Уэллс (GBR)         |
| Свыше 91 кг | Тайрелл Биггс (USA)   | Франческо Дамиани (ITA)   | Азиз Салиху (YUG)          |

## Борьба

### Греко-римская борьба
| Дисциплина   | Золото                  | Серебро                   | Бронза                   |
| До 48 кг     | Винченцо Маэнца (ITA)   | Маркус Шерер (FRG)        | Икудзо Сайто (JPN)       |
| До 52 кг     | Ацудзи Мияхара (JPN)    | Даниэль Асевес (MEX)      | Пан Дэ Ду (KOR)          |
| До 57 кг     | Паскаль Массарели (FRG) | Масаки Это (JPN)          | Хараламбос Холидис (GRE) |
| До 62 кг     | Ким Вонги (KOR)         | Кент-Улле Юханссон (SWE)  | Хуго Диче (SUI)          |
| До 68 кг     | Владо Лисьяк (YUG)      | Тапио Сипиля (FIN)        | Джим Мартинес (USA)      |
| До 74 кг     | Йоуко Саломяки (FIN)    | Роджер Таллрот (SWE)      | Штефан Русу (ROU)        |
| До 82 кг     | Йон Драйка (ROU)        | Димитриос Танопулос (GRE) | Сёрен Класон (SWE)       |
| До 90 кг     | Стив Фрейзер (USA)      | Илие Матей (ROU)          | Франк Андерссон (SWE)    |
| До 100 кг    | Василе Андрей (ROU)     | Грегори Гибсон (USA)      | Йожеф Тертеи (YUG)       |
| Свыше 100 кг | Джеффри Блатник (USA)   | Рефик Мемишевич (YUG)     | Виктор Долипски (ROU)    |

### Вольная борьба
| Дисциплина   | Золото                 | Серебро                | Бронза                |
| До 48 кг     | Роберт Уивер (USA)     | Такаси Ириэ (JPN)      | Сон Гапто (KOR)       |
| До 52 кг     | Шабан Трстена (YUG)    | Ким Джон Гю (KOR)      | Юдзи Такада (JPN)     |
| До 57 кг     | Хидэаки Томияма (JPN)  | Барри Дэвис (USA)      | Ким Ый Гон (KOR)      |
| До 62 кг     | Рэнди Льюис (USA)      | Косэй Акаиси (JPN)     | Ли Джон Гын (KOR)     |
| До 68 кг     | Ю Ин Тхак (KOR)        | Эндрю Рэйн (USA)       | Юкка Раухала (FIN)    |
| До 74 кг     | Дейв Шульц (USA)       | Мартин Кносп (FRG)     | Шабан Сейди (YUG)     |
| До 82 кг     | Марк Шульц (USA)       | Хидэюки Нагасима (JPN) | Кристофер Ринке (CAN) |
| До 90 кг     | Эд Банах (USA)         | Акира Ота (JPN)        | Ноэль Лобан (GBR)     |
| До 100 кг    | Лу Банах (USA)         | Жозеф Атия (SYR)       | Василе Пушкашу (ROU)  |
| Свыше 100 кг | Брюс Баумгартнер (USA) | Роберт Молле (CAN)     | Айхан Ташкын (TUR)    |

## Велоспорт

### Шоссейные гонки
| Дисциплина                                    | Золото                                                                          | Серебро                                                                  | Бронза                                                       |
| Групповая гонка, мужчины                      | Алекси Греуол (USA)                                                             | Стив Бауэр (CAN)                                                         | Даг Отто Лёуритсен (NOR)                                     |
| Командная гонка с раздельным стартом, мужчины | Италия · Марчелло Барталини · Марко Джиованнетти · Эрос Поли · Клаудио Ванделли | Швейцария · Альфред Ахерманн · Рихард Тинклер · Лорен Виаль · Бенно Висс | США · Рон Кифель · Кларенс Никман · Дэвис Фини · Эндрю Уивер |
| Групповая гонка, женщины                      | Конни Карпентер (USA)                                                           | Ребекка Твигг (USA)                                                      | Сандра Шумахер (FRG)                                         |

### Трековые гонки
| Дисциплина                    | Золото                                                            | Серебро                                                         | Бронза                                                             |
| Гонка преследования           | Стив Хегг (USA)                                                   | Рольф Гёлц (FRG)                                                | Леонарж Нитц (USA)                                                 |
| Командная гонка преследования | Австралия · Майкл Гредна · Кевин Николс · Майкл Туртур · Дин Вудс | США · Дэвид Гриллс · Стив Хегг · Патрик Макдонох · Леонарж Нитц | ФРГ · Райнхард Альбер · Рольф Гёлц · Роланд Гюнтер · Михаэль Маркс |
| Спринт                        | Марк Горски (USA)                                                 | Нельсон Вейлс (USA)                                             | Цутомо Сакамото (JPN)                                              |
| Гит                           | Фреди Шмидтке (FRG)                                               | Курт Харнетт (CAN)                                              | Фабрис Кола (FRA)                                                  |
| Гонка по очкам                | Роже Илжем (BEL)                                                  | Уве Мессершмидт (FRG)                                           | Хосе Юшиматц (MEX)                                                 |

## Водное поло
| Дисциплина | Золото | Серебро | Бронза |
| Мужчины    | Югославия Милорад Кривокапич · Дени Лушич · Зоран Петрович · Божо Вулетич · Веселин Джюхо · Зоран Рое · Миливой Бебич · Перица Букич · Горан Сукно · Томислав Пашквалин · Игор Миланович · Драган Андрич · Андрия Попович | США     | ФРГ    |

## Волейбол
| Дисциплина | Золото | Серебро | Бронза |
| Мужчины    | СШАДасти Дворак · Дейв Сондерс · Стивен Салмонс · Пол Сандерленд · Рич Дауэлиус · Стив Тиммонс · Крейг Бак · Марк Уолди · Крис Марлоу · Олдис Берзинс · Патрик Пауэрс · Карч Кирай | БразилияФернандо д’Авила · Ренан дал Зотто · Домингос Нето · Марио Нето · Вильям Карвальо · Жозе Монтанаро · Руй Насименто · Бернард Райзман · Амаури Рибейро · Антонио Рибейро · Бернардо Резенде · Маркус Фрейри | ИталияФранко Бертоли · Паоло Векки · Фабио Вулло · Франческо Даль’Олио · Джанкарло Даметто · Джованни Ланфранко · Андреа Луккетта · Пьер Луккетта · Гвидо Луиджи · Марко Негри · Пьеро Ребауденго · Джованни Эррикьелло · |
| Женщины    | КитайЛан Пин · Ли Яньцзюнь · Лян Янь · Сюй Хуэйцзюань · Хоу Юйчжу · Цзян Ин · Чжан Жунфан · Чжоу Сяолань · Чжу Лин · Чжэн Мэйчжу · Ян Силань · Ян Сяоцзюнь                         | СШАКаролин Беккер · Джанна Бипре · Паула Вейсхофф · Джулия Воллертсен · Сузан Вудстра · Дебби Грин · Рита Крокетт · Роза Мэджерс · Кимберли Раддинс · Лаура Флашмейер · Фло Химан · Линда Чисхольм                 | ЯпонияКёко Исида · Ёко Кагабу · Юко Мицуя · Кэйко Миядзима · Кимиэ Морита · Куми Накада · Эмико Одака · Сатико Отани · Каёко Сугияма · Нориэ Хиро · Миёко Хиросэ · Юми Эгами                                              |

## Гандбол
| Дисциплина | Золото    | Серебро          | Бронза  |
| Мужчины    | Югославия | ФРГ              | Румыния |
| Женщины    | Югославия | Республика Корея | Китай   |

## Гимнастика

### Спортивная гимнастика

#### Мужчины
| Дисциплина           | Золото                                                                                          | Серебро                                                                | Бронза |
| Личное многоборье    | Кодзи Гусикэн (JPN)                                                                             | Питер Видмар (USA)                                                     | Ли Нин (CHN)                                                                                                   |
| Командное многоборье | США · Барт Коннер · Тимоти Даггетт · Митч Гейлорд · Джим Гартунг · Скотт Джонсон · Питер Видмар | Китай · Ли Нин · Ли Сяопин · Ли Юэцзю · Лоу Юнь · Тун Фэй · Сюй Чжицян | Япония · Кодзи Гусикэн · Норитоси Хирата · Нобуюки Кадзитани · Синдзи Морисуэ · Кодзи Сотомура · Кёдзи Ямаваки |
| Вольные упражнения   | Ли Нин (CHN)                                                                                    | Лоу Юнь (CHN)                                                          | Филипп Ватуоне (FRA)                                                                                           |
| Вольные упражнения   | Ли Нин (CHN)                                                                                    | Лоу Юнь (CHN)                                                          | Кодзи Сотомура (JPN)                                                                                           |
| Опорный прыжок       | Лоу Юнь (CHN)                                                                                   | Митч Гейлорд (USA)                                                     | Не вручалась                                                                                                   |
| Опорный прыжок       | Лоу Юнь (CHN)                                                                                   | Кодзи Гусикэн (JPN)                                                    | Не вручалась                                                                                                   |
| Опорный прыжок       | Лоу Юнь (CHN)                                                                                   | Синдзи Морисуэ (JPN)                                                   | Не вручалась                                                                                                   |
| Опорный прыжок       | Лоу Юнь (CHN)                                                                                   | Ли Нин (CHN)                                                           | Не вручалась                                                                                                   |
| Конь                 | Ли Нин (CHN)                                                                                    | Не вручалось                                                           | Тимоти Даггетт (USA)                                                                                           |
| Конь                 | Питер Видмар (USA)                                                                              | Не вручалось                                                           | Тимоти Даггетт (USA)                                                                                           |
| Кольца               | Кодзи Гусикэн (JPN)                                                                             | Не вручалось                                                           | Митч Гейлорд (USA)                                                                                             |
| Кольца               | Ли Нин (CHN)                                                                                    | Не вручалось                                                           | Митч Гейлорд (USA)                                                                                             |
| Параллельные брусья  | Барт Коннер (USA)                                                                               | Набуюки Кадзитани (JPN)                                                | Митч Гейлорд (USA)                                                                                             |
| Перекладина          | Синдзи Морисуэ (JPN)                                                                            | Тун Фэй (CHN)                                                          | Кодзи Гусикэн (JPN)                                                                                            |

#### Женщины
| Дисциплина           | Золото | Серебро | Бронза                                                                        |
| Личное многоборье    | Мэри Лу Реттон (USA)                                                                                          | Екатерина Сабо (ROM)                                                                                        | Симона Пэукэ (ROM)                                                            |
| Командное многоборье | Румыния · Лавиния Агаке · Лаура Кутина · Кристина Григораш · Симона Пэукэ · Екатерина Сабо · Михаэла Стэнулец | США · Памела Билек · Мишель Дассерр · Кэти Джонсон · Джулианна Макнамара · Мэри Лу Реттон · Трейси Талавера | Китай · Чэнь Юнъянь · Хуан Цюнь · Ма Яньхун · У Цзяни · Чжоу Пин · Чжоу Цюжуй |
| Опорный прыжок       | Екатерина Сабо (ROM)                                                                                          | Мэри Лу Реттон (USA)                                                                                        | Лавиния Агаке (ROM)                                                           |
| Вольные упражнения   | Екатерина Сабо (ROM)                                                                                          | Джулианна Макнамара (USA)                                                                                   | Мэри Лу Реттон (USA)                                                          |
| Разновысокие брусья  | Ма Яньхун (CHN)                                                                                               | Не вручалось                                                                                                | Мэри Лу Реттон (USA)                                                          |
| Разновысокие брусья  | Джулианна Макнамара (USA)                                                                                     | Не вручалось                                                                                                | Мэри Лу Реттон (USA)                                                          |
| Бревно               | Симона Пэукэ (ROM)                                                                                            | Не вручалось                                                                                                | Кэти Джонсон (USA)                                                            |
| Бревно               | Екатерина Сабо (ROM)                                                                                          | Не вручалось                                                                                                | Кэти Джонсон (USA)                                                            |

### Художественная гимнастика
| Дисциплина        | Золото          | Серебро                 | Бронза             |
| Личное многоборье | Лори Фанг (CAN) | Дойна Стайкулеску (ROM) | Регина Вебер (FRG) |

## Гребля на байдарках и каноэ

### Мужчины
| Дисциплина                     | Золото                                                                         | Серебро                                                                      | Бронза                                                                    |
| Каноэ-одиночки, 500 метров     | Ларри Кейн (CAN)                                                               | Хеннинг Люнге Якобсен (DEN)                                                  | Костикэ Олару (ROU)                                                       |
| Каноэ-одиночки, 1000 метров    | Ульрих Айке (FRG)                                                              | Ларри Кейн (CAN)                                                             | Хеннинг Люнге Якобсен (DEN)                                               |
| Каноэ-двойки, 500 метров       | Югославия · Матия Любек · Мирко Нишович                                        | Румыния · Иван Пацайкин · Тома Симьонов                                      | Испания · Энрике Мигес Гомес · Нарсисо Суарес Амадор                      |
| Каноэ-двойки, 1000 метров      | Румыния · Иван Пацайкин · Тома Симьонов                                        | Югославия · Матия Любек · Мирко Нишович                                      | Франция · Дидье Уайе · Эрик Рено                                          |
| Байдарки-одиночки, 500 метров  | Иэн Фергюсон (NZL)                                                             | Ларс-Эрик Муберг (SWE)                                                       | Бернар Брежон (FRA)                                                       |
| Байдарки-одиночки, 1000 метров | Алан Томпсон (NZL)                                                             | Милан Янич (YUG)                                                             | Грег Бартон (USA)                                                         |
| Байдарки-двойки, 500 метров    | Новая Зеландия · Иэн Фергюсон · Пол Макдональд                                 | Швеция · Пер-Инге Бенгтссон · Ларс-Эрик Муберг                               | Канада · Олвин Моррис · Хью Фишер                                         |
| Байдарки-двойки, 1000 метров   | Канада · Олвин Моррис · Хью Фишер                                              | Франция · Бернар Брежон · Патрик Лефулон                                     | Австралия · Барри Келли · Грант Кенни                                     |
| Байдарки-четвёрки, 1000 метров | Новая Зеландия · Грант Брэмуэлл · Иэн Фергюсон · Пол Макдональд · Алан Томпсон | Швеция · Пер-Инге Бенгтссон · Томми Карлс · Томас Ульссон · Ларс-Эрик Муберг | Франция · Франсуа Бару · Филипп Боккара · Паскаль Бушери · Дидье Вавассёр |

### Женщины
| Дисциплина                    | Золото                                                                          | Серебро                                                                  | Бронза                                                                    |
| Байдарки-одиночки, 500 метров | Агнета Андерссон (SWE)                                                          | Барбара Шюттпельц (FRG)                                                  | Аннемик Деркс (NED)                                                       |
| Байдарки-двойки, 500 метров   | Швеция · Агнета Андерссон · Анна Ульссон                                        | Канада · Александра Барре · Сьюзан Холлоуэй                              | ФРГ · Йозефа Идем · Барбара Шюттпельц                                     |
| Байдарки-четвёрки, 500 метров | Румыния · Агафия Константин · Настасия Йонеску · Текла Маринеску · Мария Штефан | Швеция · Агнета Андерссон · Сюзанна Виберг · Эва Карлссон · Анна Ульссон | Канада · Александра Барре · Люси Гуэй · Сьюзан Холлоуэй · Барбара Олмстед |

## Дзюдо
| Дисциплина  | Золото                  | Серебро                  | Бронза                   |
| До 60 кг    | Синдзи Хосокава (JPN)   | Ким Джэ Ёп (KOR)         | Нил Экерсли (GBR)        |
| До 60 кг    | Синдзи Хосокава (JPN)   | Ким Джэ Ёп (KOR)         | Эдвард Лидди (USA)       |
| До 65 кг    | Ёсиюки Мацуока (JPN)    | Хван Джон О (KOR)        | Марк Александр (FRA)     |
| До 65 кг    | Ёсиюки Мацуока (JPN)    | Хван Джон О (KOR)        | Йозеф Райтер (AUT)       |
| До 71 кг    | Ан Бён Гын (KOR)        | Эцио Гамба (ITA)         | Керрит Браун (GBR)       |
| До 71 кг    | Ан Бён Гын (KOR)        | Эцио Гамба (ITA)         | Луис Онмура (BRA)        |
| До 78 кг    | Франк Венеке (FRG)      | Нейл Адамс (GBR)         | Мирча Фрэцикэ (ROU)      |
| До 78 кг    | Франк Венеке (FRG)      | Нейл Адамс (GBR)         | Мишель Новак (FRA)       |
| До 86 кг    | Петер Зайзенбахер (AUT) | Роберт Бёрланд (USA)     | Валтер Кармона (BRA)     |
| До 86 кг    | Петер Зайзенбахер (AUT) | Роберт Бёрланд (USA)     | Сэйки Носэ (JPN)         |
| До 95 кг    | Ха Хён Джу (KOR)        | Дуглас Виейра (BRA)      | Бьярни Фридрикссон (ISL) |
| До 95 кг    | Ха Хён Джу (KOR)        | Дуглас Виейра (BRA)      | Гюнтер Нойройтер (FRG)   |
| Свыше 95 кг | Хитоси Сайто (JPN)      | Анджело Паризи (FRA)     | Марк Бергер (CAN)        |
| Свыше 95 кг | Хитоси Сайто (JPN)      | Анджело Паризи (FRA)     | Чо Ён Чхоль (KOR)        |
| Абсолютная  | Ясухиро Ямасита (JPN)   | Мохамед Али Рашван (EGY) | Михай Чок (ROU)          |
| Абсолютная  | Ясухиро Ямасита (JPN)   | Мохамед Али Рашван (EGY) | Артур Шнабель (FRG)      |

## Конный спорт
| Дисциплина          | Золото | Серебро | Бронза |
| Личная выездка      | Райнер Климке на Алерих (FRG)                                                                                                | Анн Грет Йенсен-Торнблад на Марцог (DEN)                                                                                                | Отто Хофер на Лимандус (SUI)                                                                                        |
| Командная выездка   | ФРГ · Райнер Климке на Алерих · Уве Зауэр на Монтевидео · Херберт Круг на Маскадор                                           | Швейцария · Отто Хофер на Лимандус · Кристин Штюкельбергер на Танзанит · Ами де Бари на Айнтри                                          | Швеция · Ула Хаканссон на Фламинго · Луиз Натхорст на Инферно · Ингамай Билунд на Алекс                             |
| Личное троеборье    | Марк Тодд на Харизма (NZL)                                                                                                   | Карен Стивс на Бен Ортур (USA) | Вирджиния Ленг на Прайслесс (GBR)                                                                                   |
| Командное троеборье | США · Михаэль Пламб на Блю стоун · Карен Стивс на Бен Ортур · Торранс Флейшманн на Финварра · Брюс Дэвидсон на Джейджей Бабу | Великобритания · Вирджиния Ленг на Прайслесс · Ян Старк на Оксфорд Блю · Диана Клафам на Винджаммер · Люсинда Грин на Регал Реалм       | ФРГ · Беттина Овераш на Пистайм · Бурхард Тесдорпф на Фридом · Клаус Эрхорн на Фейр Леди · Дитмар Хогреф на Фолиант |
| Личный конкур       | Джозеф Фаргис на Тач оф Класс (USA)                                                                                          | Конрад Хомфельд на Абдулла (USA) | Адельхайд Роббиани на Джессика В (SUI)                                                                              |
| Командный конкур    | США · Джозеф Фаргис на Тач оф Класс · Конрад Хомфельд на Абдулла · Лесли Ховард на Албани · Мелани Смит на Калипсо           | Великобритания · Михаэль Уитакер на Овертон Аманда · Стивен Смит на Шиннинг Экзампл · Джон Уитакер на Райас Сон · Тимоти Грабб на Линки | ФРГ · Пауль Шоккемёле на Дейстер · Петер Лютер на Ливиус · Франке Слотхак на Фармер · Фриц Лиггес на Рамзес         |

## Лёгкая атлетика

### Мужчины
| Дисциплина                  | Золото                                                           | Серебро                                                               | Бронза                                                                    |
| 100 метров                  | Карл Льюис (USA)                                                 | Сэм Грэдди (USA)                                                      | Бен Джонсон (CAN)                                                         |
| 200 метров                  | Карл Льюис (USA)                                                 | Кирк Батист (USA)                                                     | Томас Джефферсон (USA)                                                    |
| 400 метров                  | Алонсо Баберс (USA)                                              | Габриэль Тиако (CIV)                                                  | Антонио Маккей (USA)                                                      |
| 800 метров                  | Жуаклин Крус (BRA)                                               | Себастьян Коу (GBR)                                                   | Эрл Джонс (USA)                                                           |
| 1500 метров                 | Себастьян Коу (GBR)                                              | Стив Крэм (GBR)                                                       | Хосе Мануэль Абаскал (ESP)                                                |
| 5000 метров                 | Саид Ауита (MAR)                                                 | Маркус Риффель (SUI)                                                  | Антониу Лейтан (POR)                                                      |
| 10 000 метров               | Альберто Кова (ITA)                                              | Майк Маклеод (GBR)                                                    | Майкл Мусиоки (KEN)                                                       |
| 110 метров с барьерами      | Роджер Кингдом (USA)                                             | Грег Фостер (USA)                                                     | Арто Бриггаре (FIN)                                                       |
| 400 метров с барьерами      | Эдвин Мозес (USA)                                                | Дэнни Харрис (USA)                                                    | Харальд Шмидт (FRG)                                                       |
| 3000 метров с препятствиями | Джулиус Корир (KEN)                                              | Жозеф Махмуд (FRA)                                                    | Брайан Димер (USA)                                                        |
| Эстафета 4×100 метров       | США · Сэм Грэдди · Рон Браун · Кэлвин Смит · Карл Льюис          | Ямайка · Эл Лоуренс · Грег Меу · Дон Куорри · Рэй Стюарт              | Канада · Бен Джонсон · Тони Шарп · Десаи Уильямс · Стерлинг Хайндс        |
| Эстафета 4×400 метров       | США · Сандер Никс · Рей Армстед · Алонсо Баберс · Антонио Маккей | Великобритания · Крисс Акабуси · Гарри Кук · Тодд Беннетт · Фил Браун | Нигерия · Сандэй Ути · Мозес Угбизиен · Ротими Петерс · Инносент Эгбунике |
| Марафон                     | Карлуш Лопиш (POR)                                               | Джон Триси (IRL)                                                      | Чарли Спеддинг (GBR)                                                      |
| Ходьба на 20 км             | Эрнесто Канто (MEX)                                              | Рауль Гонсалес (MEX)                                                  | Маурицио Дамилано (ITA)                                                   |
| Ходьба на 50 км             | Рауль Гонсалес (MEX)                                             | Бо Густафссон (SWE)                                                   | Сандро Беллуччи (ITA)                                                     |
| Прыжки в длину              | Карл Льюис (USA)                                                 | Гари Хани (AUS)                                                       | Джованни Эванджелисти (ITA)                                               |
| Тройной прыжок              | Эл Джойнер (USA)                                                 | Майк Конли (USA)                                                      | Кит Коннор (GBR)                                                          |
| Прыжки в высоту             | Дитмар Мёгенбург (FRG)                                           | Патрик Шёберг (SWE)                                                   | Чжу Цзяньхуа (CHN)                                                        |
| Прыжки с шестом             | Пьер Кинон (FRA)                                                 | Майк Тулли (USA)                                                      | Эрл Белл (USA)                                                            |
| Прыжки с шестом             | Пьер Кинон (FRA)                                                 | Майк Тулли (USA)                                                      | Тьерри Вигнерон (FRA)                                                     |
| Толкание ядра               | Алессандро Андреи (ITA)                                          | Майкл Картер (USA)                                                    | Дейв Лаут (USA)                                                           |
| Метание диска               | Рольф Даннеберг (FRG)                                            | Мак Уилкинс (USA)                                                     | Джон Пауэлл (USA)                                                         |
| Метание копья               | Арто Хяркёнен (FIN)                                              | Дэвид Оттли (GBR)                                                     | Кент Эльдебринк (SWE)                                                     |
| Метание молота              | Юха Тиайнен (FIN)                                                | Карл-Ханс Рим (FRG)                                                   | Клаус Плогхаус (FRG)                                                      |
| Десятиборье                 | Дейли Томпсон (GBR)                                              | Юрген Хингзен (FRG)                                                   | Зигфрид Венц (FRG)                                                        |

### Женщины
| Дисциплина             | Золото                                                                    | Серебро                                                                      | Бронза                                                                           |
| 100 метров             | Эвелин Эшфорд (USA)                                                       | Элис Браун (USA)                                                             | Мерлин Отти (JAM)                                                                |
| 200 метров             | Валери Бриско-Хукс (USA)                                                  | Флоренс Гриффит (USA)                                                        | Мерлин Отти (JAM)                                                                |
| 400 метров             | Валери Бриско-Хукс (USA)                                                  | Чандра Чизборо (USA)                                                         | Кэти Смолвуд-Кук (GBR)                                                           |
| 800 метров             | Дойна Мелинте (ROM)                                                       | Ким Галлахер (USA)                                                           | Фита Ловин (ROM)                                                                 |
| 1500 метров            | Габриэлла Дорио (ITA)                                                     | Дойна Мелинте (ROM)                                                          | Маричика Пуйкэ (ROM)                                                             |
| 3000 метров            | Маричика Пуйкэ (ROM)                                                      | Венди Смит-Сли (GBR)                                                         | Линн Уильямс (CAN)                                                               |
| 100 метров с барьерами | Бенита Фицджеральд (USA)                                                  | Ширли Стронг (GBR)                                                           | Мишель Шардонне (FRA)                                                            |
| 100 метров с барьерами | Бенита Фицджеральд (USA)                                                  | Ширли Стронг (GBR)                                                           | Ким Тёрнер (USA)                                                                 |
| Эстафета 4×100 метров  | США · Элис Браун · Джанет Болден · Чандра Чизборо · Эвелин Эшфорд         | Канада · Энджела Бейли · Марита Пейн · Анжела Тейлор-Исаенко · Франс Гаро    | Великобритания · Симона Джакобс · Кэти Смолвуд-Кук · Беверли Годдард · Хизер Окс |
| Эстафета 4×400 метров  | США · Лилли Литервуд · Шерри Ховард · Чандра Чизборо · Валери Бриско-Хукс | Канада · Чармейн Крукс · Джиллиан Ричардсон · Молли Киллингбек · Марита Пейн | ФРГ · Хайке Шульте-Маттлер · Уте Тимм · Хайди-Эльке Гогель · Габи Бусманн        |
| Марафон                | Джоан Бенуа (USA)                                                         | Грете Вайтц (NOR)                                                            | Роза Мота (POR)                                                                  |
| Прыжки в длину         | Анишоара Кушмир-Станчу (ROM)                                              | Вали Ионеску (ROM)                                                           | Сью Херншоу (GBR)                                                                |
| Прыжки в высоту        | Ульрике Мейфарт (FRG)                                                     | Сара Симеони (ITA)                                                           | Джони Хантли (USA)                                                               |
| Толкание ядра          | Клаудия Лош (FRG)                                                         | Михаэла Логин (ROM)                                                          | Гэль Мартин (AUS)                                                                |
| Метание диска          | Риа Сталман (NED)                                                         | Лесли Дениз (USA)                                                            | Флоренца Крэчунеску (ROM)                                                        |
| Метание копья          | Тереза Сандерсон (GBR)                                                    | Тиина Лиллак (FIN)                                                           | Фатима Уитбред (GBR)                                                             |
| Семиборье              | Глинис Нанн (AUS)                                                         | Джекки Джойнер-Керси (USA)                                                   | Сабине Эвертс (FRG)                                                              |

## Парусный спорт
| Дисциплина        | Золото                                     | Серебро                                                  | Бронза                                          |
| Виндгляйдер       | Штефан ван ден Берг (NED)                  | Скотт Стил (USA)                                         | Брюс Кендалл (NZL)                              |
| Финн              | Расселл Котс (NZL)                         | Джон Бертран (USA)                                       | Теренс Нейлсон (CAN)                            |
| 470               | Испания · Луис Доресте · Роберто Молина    | США · Стив Бенджамин · Крис Стейнфилд                    | Франция · Тьерри Пепонне · Люк Пилло            |
| Летучий голландец | США · Джонатан Макки · Уильям Бьюкен       | Канада · Терри Маклафлин · Эверт Бастет                  | Великобритания · Джонатан Ричардс · Питер Аллам |
| Торнадо           | Новая Зеландия · Рекс Селлерс · Крис Тиммс | США · Рэнди Смит · Джей Глазер                           | Австралия · Кристофер Кэрнс · Джон Андерсон     |
| Звёздный          | США · Уильям Эрл Бьюкен · Стивен Эриксон   | ФРГ · Йоахим Гризе · Михаэль Маркур                      | Италия · Джорджио Горла · Альфио Перабони       |
| Солинг            | США · Эд Тревелян · Роб Хэйнс · Род Дэвис  | Бразилия · Торбен Граэл · Даниэль Адлер · Роналду Сенффт | Канада · Ханс Фог · Штефен Калдер · Джон Керр   |

## Плавание

### Мужчины
| Дисциплина                            | Золото                                                        | Серебро                                                              | Бронза                                                            |
| 100 метров вольным стилем             | Роуди Гейнс (USA)                                             | Марк Стокуэлл (AUS)                                                  | Пер Юханссон (SWE)                                                |
| 200 метров вольным стилем             | Михаэль Гросс (FRG)                                           | Майк Хит (USA)                                                       | Томас Фарнер (FRG)                                                |
| 400 метров вольным стилем             | Джордж Дикарло (USA)                                          | Джон Майкканен (USA)                                                 | Джастин Лемберг (AUS)                                             |
| 1500 метров вольным стилем            | Майк O’Брайан (USA)                                           | Джордж Дикарло (USA)                                                 | Стефан Пфайффер (FRG)                                             |
| 100 метров баттерфляем                | Михаэль Гросс (FRG)                                           | Пабло Моралес (USA)                                                  | Гленн Бьюкенен (AUS)                                              |
| 200 метров баттерфляем                | Джон Сибен (AUS)                                              | Михаэль Гросс (FRG)                                                  | Рафаэль Видаль (VEN)                                              |
| 100 метров на спине                   | Рик Кэри (USA)                                                | Дейв Уилсон (USA)                                                    | Майк Уэст (CAN)                                                   |
| 200 метров на спине                   | Рик Кэри (USA)                                                | Фредерик Делькур (FRA)                                               | Камерон Хеннинг (CAN)                                             |
| 100 метров брассом                    | Стив Лундкист (USA)                                           | Виктор Дэвис (CAN)                                                   | Питер Эванс (AUS)                                                 |
| 200 метров брассом                    | Виктор Дэвис (CAN)                                            | Гленн Беринген (AUS)                                                 | Этьен Дагон (SUI)                                                 |
| 200 метров комплексным плаванием      | Алекс Бауман (CAN)                                            | Пабло Моралес (USA)                                                  | Нил Кокран (GBR)                                                  |
| 400 метров комплексным плаванием      | Алекс Бауман (CAN)                                            | Рикарду Праду (BRA)                                                  | Роб Вудхаус (AUS)                                                 |
| Эстафета 4×100 метров вольным стилем  | США · Майкл Хит · Крис Кавано · Мэтт Бионди · Роуди Гейнс     | Австралия · Грег Фасала · Нил Брукс · Майкл Делейни · Марк Стокуэлл  | Швеция · Томас Лейдстрём · Пер Юханссон · Бенгт Барон · Майкл Эрн |
| Эстафета 4×200 метров вольным стилем  | США · Майк Хит · Дэвид Ларсон · Джефф Флоат · Брюс Хейс       | ФРГ · Томас Фарнер · Дирк Корталс · Александр Шовтка · Михаэль Гросс | Великобритания · Нил Кокран · Пол Истер · Пол Хоу · Эндрю Астбери |
| Эстафета 4×100 метров комбинированная | США · Рик Кэри · Стив Лундквист · Пабло Моралес · Роуди Гейнс | Канада · Майк Уэст · Виктор Дэвис · Том Понтинг · Сэнди Госс         | Австралия ·                                                       |

### Женщины
| Дисциплина                       | Золото                                                                  | Серебро                                                                          | Бронза                                                               |
| -------------------------------- | ----------------------------------------------------------------------- | -------------------------------------------------------------------------------- | -------------------------------------------------------------------- |
| 100 м вольным стилем             | Кэролин Штайнзайфер США                                                 | не присуждалась                                                                  | Аннемари Верстаппен Нидерланды                                       |
| 100 м вольным стилем             | Нэнси Хогшид США                                                        | не присуждалась                                                                  | Аннемари Верстаппен Нидерланды                                       |
| 200 м вольным стилем             | Мэри Уэйт США                                                           | Синтия Вудхэд США                                                                | Аннемари Верстаппен Нидерланды                                       |
| 400 м вольным стилем             | Тиффани Коэн США                                                        | Сара Хардкэстл Великобритания                                                    | Джун Крофт Великобритания                                            |
| 800 м вольным стилем             | Тиффани Коэн США                                                        | Мишель Ричардсон США                                                             | Сара Хардкэстл Великобритания                                        |
| 100 м на спине                   | Тереза Эндрюс США                                                       | Бетси Митчелл США                                                                | Йоланда де Ровер Нидерланды                                          |
| 200 м на спине                   | Йоланда де Ровер Нидерланды                                             | Эми Уайт США                                                                     | Анка Пэтрэшкою Румыния                                               |
| 100 м брассом                    | Петра ван Ставерен Нидерланды                                           | Анне Оттенбрите Канада                                                           | Катерин Пуаро Франция                                                |
| 200 м брассом                    | Анне Оттенбрите Канада                                                  | Сьюзан Рапп США                                                                  | Ингрид Лемперёр Бельгия                                              |
| 100 м баттерфляем                | Мэри Мигер США                                                          | Дженна Джонсон США                                                               | Карин Зайк ФРГ                                                       |
| 200 м баттерфляем                | Мэри Мигер США                                                          | Карен Филлипс Австралия                                                          | Ина Байерман ФРГ                                                     |
| 200 м комплексным плаванием      | Трейси Колкинс США                                                      | Нэнси Хогшид США                                                                 | Мишель Пирсон Австралия                                              |
| 400 м комплексным плаванием      | Трейси Колкинс США                                                      | Сьюзи Лэнделлз Австралия                                                         | Петра Циндлер ФРГ                                                    |
| Эстафета 4×100 м вольным стилем  | США · Нэнси Хогшид · Дженна Джонсон · Кэролин Штайнзайфер · Дара Торрес | Нидерланды · Конни ван Бентум · Деси Рейерс · Аннемари Верстаппен · Эллес Воскес | ФРГ · Сюзанне Шустер · Кристиане Пильке · Карин Зайк · Ирис Цшерпе   |
| Эстафета 4×100 м комбинированная | США · Тереза Эндрюс · Трейси Колкинс · Нэнси Хогшид · Мэри Мигер        | ФРГ · Ина Байерман · Уте Хассе · Свенья Шлихт · Карин Зайк                       | Канада · Рима Абдо · Анне Оттенбрите · Мишель МакФерсон · Памела Рай |

## Прыжки в воду

### Мужчины
| Дисциплина        | Золото             | Серебро            | Бронза                 |
| Трамплин, 3 метра | Грег Луганис (USA) | Тань Ляндэ (CHN)   | Рональд Мерриотт (USA) |
| Вышка, 10 метров  | Грег Луганис (USA) | Брюс Кимболл (USA) | Ли Кунчжэн (CHN)       |

### Женщины
| Дисциплина        | Золото               | Серебро               | Бронза                |
| Трамплин, 3 метра | Сильвия Бернье (CAN) | Келли Маккормик (USA) | Кристин Зойферт (USA) |
| Вышка, 10 метров  | Чжоу Цзихун (CHN)    | Мишель Митчелл (USA)  | Венди Виланд (USA)    |

## Синхронное плавание
| Дисциплина | Золото                          | Серебро                               | Бронза                                 |
| Соло       | Трейси Руис (USA)               | Кэролин Валдо (CAN)                   | Мивако Мотоёси (JPN)                   |
| Дуэты      | США · Кэнди Кости · Трейси Руис | Канада · Шэрон Хэмбрук · Келли Крычка | Япония · Саэко Кимура · Мивако Мотоёси |

## Современное пятиборье
| Дисциплина           | Золото                                                          | Серебро                                      | Бронза                                      |
| Личное первенство    | Даниэле Масала (ITA)                                            | Сванте Расмусон (SWE)                        | Карло Массулло (ITA)                        |
| Командное первенство | Италия · Даниэле Масала · Пьерпаоло Кристофори · Карло Массулло | США · Майкл Сторм · Грег Лоузи · Дин Гленеск | Франция · Поль Фу · Дидье Бубе · Жоэль Бузу |

## Стрельба

### Мужчины
| Дисциплина                                            | Золото               | Серебро                   | Бронза               |
| Пневматическая винтовка, 10 метров                    | Филипп Эберле (FRA)  | Андреас Кронталер (AUT)   | Бэрри Дэггер (GBR)   |
| Винтовка лёжа, 50 метров                              | Эдвард Этзел (USA)   | Мишель Бюри (FRA)         | Майкл Салливан (GBR) |
| Винтовка из трёх положений, 50 метров                 | Малкольм Купер (GBR) | Даниэль Нипков (SUI)      | Алистер Аллан (GBR)  |
| Скорострельный пистолет, 25 метров                    | Такэо Камати (JPN)   | Корнелиу Ион (ROU)        | Рауно Биес (FIN)     |
| Пистолет, 50 метров                                   | Сюй Хайфэн (CHN)     | Рагнар Сканокер (SWE)     | Ван Ифу (CHN)        |
| Пневматическая винтовка, движущаяся мишень, 10 метров | Ли Юйвэй (CHN)       | Хельмут Беллингродт (COL) | Хуан Шипин (CHN)     |

### Женщины
| Дисциплина                            | Золото             | Серебро               | Бронза              |
| Пневматическая винтовка, 10 метров    | Пэт Спарджин (USA) | Эдит Гуфлер (ITA)     | У Сяосюань (CHN)    |
| Винтовка из трёх положений, 50 метров | У Сяосюань (CHN)   | Ульрике Хольмер (FRG) | Ванда Джюэлл (USA)  |
| Пистолет, 25 метров                   | Линда Том (CAN)    | Руби Фокс (USA)       | Патрисия Денч (AUS) |

### Открытые дисциплины
| Дисциплина | Золото                   | Серебро                   | Бронза                    |
| Трап       | Лучано Джованнетти (ITA) | Франсиско Боса (PER)      | Дэниел Карлайл (USA)      |
| Скит       | Мэттью Драйк (USA)       | Оле Рибер Расмуссен (DEN) | Лука Скрибани Росси (ITA) |

## Стрельба из лука
| Дисциплина | Золото             | Серебро               | Бронза               |
| Мужчины    | Даррелл Пэйс (USA) | Ричард Маккинни (USA) | Хироси Ямамото (JPN) |
| Женщины    | Со Хян Сун (KOR)   | Ли Линцзюань (CHN)    | Ким Джин Хо (KOR)    |

## Тяжёлая атлетика
| Дисциплина   | Золото                     | Серебро              | Бронза                  |
| До 52 кг     | Цзэн Гоцян (CHN)           | Чжоу Пэйшунь (CHN)   | Казухито Манабе (JPN)   |
| До 56 кг     | У Шудэ (CHN)               | Лай Жуньмин (CHN)    | Масахиро Катака (JPN)   |
| До 60 кг     | Чэнь Вэйцян (CHN)          | Джелу Раду (ROU)     | Цай Вэньи (TPE)         |
| До 67,5 кг   | Яо Цзинъюань (CHN)         | Андрей Сокач (ROU)   | Йоуни Грёнман (FIN)     |
| До 75 кг     | Карл-Хайнц Радшински (FRG) | Жак Демерс (CAN)     | Драгомир Чорослан (ROU) |
| До 82,5 кг   | Петре Бекеру (ROU)         | Роберт Кэббас (AUS)  | Риоджи Исаока (JPN)     |
| До 90 кг     | Николае Влад (ROU)         | Думитру Петре (ROU)  | Дэвид Мерсер (GBR)      |
| До 100 кг    | Рольф Мильзер (FRG)        | Василе Гроапэ (ROU)  | Пекка Ниеми (FIN)       |
| До 110 кг    | Норберто Обербургер (ITA)  | Штефан Ташнади (ROU) | Гай Карлтон (USA)       |
| Свыше 110 кг | Дин Лукин (AUS)            | Марио Мартинес (USA) | Манфред Нерлингер (FRG) |

## Фехтование

### Мужчины
| Дисциплина       | Золото                                                                                   | Серебро                                                                                   | Бронза                                                                                   |
| Шпага            | Филипп Буасс (FRA)                                                                       | Бьёрне Веггё (SWE)                                                                        | Филипп Рибу (FRA)                                                                        |
| Командная шпага  | ФРГ · Эльмар Боррман · Фолькер Фишер · Герхард Хеер · Рафаэль Никкель · Александер Пуш   | Франция · Филипп Буасс · Жан-Мишель Анри · Оливье Ленгле · Филипп Рибу · Мишель Салесс    | Италия · Роберто Манци · Анджело Маццони · Стефано Беллоне · Сандро Куомо · Козимо Ферро |
| Рапира           | Мауро Нума (ITA)                                                                         | Маттиас Бер (FRG)                                                                         | Стефано Чериони (ITA)                                                                    |
| Командная рапира | Италия · Мауро Нума · Анджело Скури · Андреа Борелла · Стефано Чериони · Андреа Чипресса | ФРГ · Маттиас Бер · Маттиас Гей · Харальд Хайн · Клаус Райхерт                            | Франция · Марк Сербони · Патрик Грок · Паскаль Жолио · Филипп Омнес · Фредерик Петрушка  |
| Сабля            | Жан-Франсуа Ламур (FRA)                                                                  | Марко Марин (ITA)                                                                         | Питер Вестбрук (USA)                                                                     |
| Командная сабля  | Италия · Джованни Скальцо · Анджело Арчидиаконо · Джанфранко Далла Барба · Марко Марин   | Франция · Жан-Франсуа Ламур · Франк Дюше · Эрве Гранже-Вейрон · Филипп Делрьё · Пьер Гишо | Румыния · Марин Мустацэ · Иоан Поп · Александру Кикулицэ · Корнел Марин · Вилмош Сабо    |

### Женщины
| Дисциплина       | Золото                                                                                               | Серебро                                                                                    | Бронза                                                                                              |
| Рапира           | Луань Цзюйцзе (CHN)                                                                                  | Корнелия Ханиш (FRG)                                                                       | Дорина Ваккарони (ITA)                                                                              |
| Командная рапира | ФРГ · Сабина Бишофф · Цита-Эва Функенхаузер · Корнелия Ханиш · Кристиане Вебер · Уте Кирхайс-Вессель | Румыния · Аурора Дан · Моника Вебер-Косто · Розалия Орос · Марчела Жак · Элисабета Гузгану | Франция · Вероник Брукье · Брижитт Латриль-Годен · Паскаль Тренке · Анн Мегре · Лоранс Моден-Сессак |

## Футбол
| Дисциплина | Золото | Серебро | Бронза |
| Мужчины    | ФранцияВильям Айяш · Мишель Бенсуссан · Мишель Бибар · Доминик Бижота · Франсуа Бриссон · Патрик Кюбене · Патрис Гаранд · Филипп Жеанноль · Ги Лякомб · Жан-Клод Лемуль · Жан-Филипп Рор · Альберт Рюст · Дидье Сенак · Жан-Кристоф Тувенель · Жозе Туре · Даниель Ксюэреб · Жан-Луи Занон | БразилияПинга · Дави · Милтон Крус · Луис Энрике · Андре Луис · Мауро Галван · Тоньо · Кита · Жилмар Попока · Сильвиньо · Жильмар Риналди · Адемир · Пауло Сантос · Роналдо · Дунга · Шикан · Винк | ЮгославияМирсад Балич · Мехмед Баждаревич · Владо Чаплич · Борислав Цветкович · Степан Деверич · Милко Джуровский · Марко Элснер · Ненад Грачан · Томислав Ивкович · Сречко Катанец · Бранко Милюш · Митар Мркела · Йовица Николич · Иван Пудар · Любомир Раданович · Адмир Смаич · Драган Стойкович |

## Хоккей на траве
| Дисциплина | Золото     | Серебро | Бронза         |
| Мужчины    | Пакистан   | ФРГ     | Великобритания |
| Женщины    | Нидерланды | ФРГ     | США            |